# ナワル・エル・ムータワキル
ナワル・エル・ムータワキル （Nawal El Moutawakel、アラビア語: نوال المتوكل、1962年4月15日 - ）は、モロッコの陸上競技選手である。ロサンゼルスオリンピックではじめて行われた女子400mハードルで54秒61の記録を出し金メダルを獲得した。レース前の予想では地元アメリカ勢やヨーロッパ勢・オーストラリアなどの上位独占が予想され、エル・ムータワキルがメダルを獲得するという予想は少なく、まさに大番狂わせであった。
エル・ムータワキルが獲得した金メダルは、イスラム教徒、また、アフリカ人の女性としてはじめて獲得したものであり、スポーツをするイスラムの女性たちにとっての大きな前進であった。また、彼女はモロッコ史上初のオリンピック金メダルをもたらしたため、彼女の出身地のカサブランカでは真夜中にもかかわらず、彼女の達成した快挙に街中が熱狂的に沸いた。
エル・ムータワキルは、1998年に国際オリンピック委員会委員に就任。2016年夏季オリンピックの候補都市の評価委員会の委員長を務めた後、2016年リオデジャネイロオリンピックの準備状況を監督するIOC調整委員会委員長を務めた。

## 記録
- 200m - 23秒67 (1985年8月8日)
- 400m - 51秒70 (1987年4月24日)
- 100mハードル - 14秒85 (1983年8月12日)
- 400mハードル - 54秒61 (1984年8月8日)

## 主な実績
| 年   | 大会                       | 場所                         | 種目         | 結果      | 記録   |
| ---- | -------------------------- | ---------------------------- | ------------ | --------- | ------ |
| 1982 | アフリカ陸上競技選手権大会 | カイロ(エジプト)             | 400mハードル | 1位       | 58秒42 |
| 1983 | 世界陸上競技選手権大会     | ヘルシンキ(フィンランド)     | 100mハードル | 6位（q）  | 14秒85 |
| 1983 | 世界陸上競技選手権大会     | ヘルシンキ(フィンランド)     | 400mハードル | 6位（sf） | 57秒10 |
| 1984 | オリンピック               | ロサンゼルス(アメリカ合衆国) | 400mハードル | 1位       | 54秒61 |
| 1984 | アフリカ陸上競技選手権大会 | ラバト(モロッコ)             | 400mハードル | 1位       | 56秒01 |
| 1985 | ユニバーシアード           | 神戸(日本)                   | 400mハードル | 3位       | 55秒59 |
| 1985 | アフリカ陸上競技選手権大会 | カイロ(エジプト)             | 400mハードル | 1位       | 56秒00 |
| 1987 | ユニバーシアード           | ザグレブ(ユーゴスラビア)     | 400mハードル | 1位       | 55秒21 |
| 1987 | 世界陸上競技選手権大会     | ローマ(イタリア)             | 400mハードル | 3位（qf） | 57秒21 |

- sfは準決勝、qfは予選、qは一次予選